# Іпотечний житловий кредит
Іпоте́чний житлови́й креди́т — це фінансовий кредит, що надається фізичній особі, товариству співвласників квартир або житловому кооперативу строком не менше п'яти повних календарних років для фінансування витрат, пов'язаних з будівництвом або придбанням квартири (кімнати) або житлового будинку (його частини) (з урахуванням землі, що знаходиться під таким житловим будинком, чи присадибної ділянки), які надаються у власність позичальника з прийняттям кредитором такого житла (землі, що знаходиться під ним, чи присадибної ділянки) у заставу.